# كارلوس بيدرو زيلي
كارلوس بيدرو زيلي (7 أكتوبر 1954 - 31 مارس 2021) كان أسقفًا برازيليًا من مواليد غينيا بيساو للروم الكاثوليك. أصبح الأسقف الروماني الكاثوليكي لأبرشية بافاتا المنشأة حديثًا في غينيا بيساو في عام 2001.

## السيرة الشخصية
ولد زيلي في سانتا كروز دو ريو باردو في ولاية ساو باولو. أصبح عضوًا في المعهد البابوي للإرساليات الأجنبية في 6 يوليو 1984. ورُسم كاهنًا كاثوليكيًا رومانيًا في 5 يناير 1985. تم إرساله بعد فترة وجيزة إلى غينيا بيساو، حيث كان نائبًا ضيقًا في بعثة بافاتا. وكان أيضًا نائبًا للأسقف عن منطقة كاشيو. شغل منصب رئيس لجنة تشكيل الإكليريكيين الرئيسيين من 1986 إلى 1998، ورئيسًا إقليميًا للمعهد البابوي للبعثات الأجنبية في غينيا بيساو من 1993 إلى 1997.
في 13 مارس 2001 تم تعيين زيلي كأول أسقف لأبرشية بافاتا عندما تم إنشاؤها من أبرشية بيساو في 30 يونيو 2001.
توفي زيلي في برابيس في 31 مارس 2021 عن عمر يناهز 66 عامًا.